# 艾靈頓站
艾靈頓站（英語：Eglinton Station）是一座多倫多地鐵央街－大學線車站，坐落加拿大安大略省多倫多央街和艾靈頓路的交界處。此站於1954年3月30日聯同央街線一起開幕，當時為央街線的北端終點站，直至1973年央街線延長至約妙斯站為止。
多倫多公車局從2011年起在艾靈頓大道建設輕鐵線，暫定於2020年通車，屆時該輕鐵線將於艾靈頓站和艾靈頓西站與央街－大學地鐵線交匯。
下列由多倫多公車局營運的巴士線駛經艾靈頓站：
- 5號阿梵奴道巴士線（Avenue Road）
- 32號艾靈頓西巴士線（Eglinton West）
- 34號艾靈頓東巴士線（Eglinton East）
- 51號里斯利巴士線（Leslie）
- 54號羅倫斯東巴士線（Lawrence East）
- 56號利西巴士線（Leaside）
- 61號北阿梵奴道巴士線（Avenue Road North）
- 97號央街巴士線（Yonge）
- 100號菲林明頓公園巴士線（Flemingdon Park）
- 103號北快樂山巴士線（Mount Pleasant North）
- 305號艾靈頓東深宵巴士線（Eglinton East）
- 307號艾靈頓西深宵巴士線（Eglinton West）
- 320號央街深宵巴士線（Yonge）
- 354號羅倫斯東深宵巴士線（Lawrence East）

## 外部連結
- 维基共享资源上的相關多媒體資源：艾靈頓站
- （英文）TTC Eglinton Station （页面存档备份，存于）－多倫多公車局網站 艾靈頓站頁面